# Camí de Puigdomènec (Granera)

El Camí de Puigdomènec, respecte de Granera

El Camí de Puigdomènec és, de fet, el nom de dues pistes rurals del terme municipal de Granera, a la comarca del Moianès.
Està situat a la part central-oriental del terme, a llevant de la masia de Puigdomènec. Arrenca del Camí de Salvatges, a l'extrem sud-est de les Roques de Puigdomènec, al nord-est de les Febres i al sud de les Gavinetes, des d'on s'adreça cap a ponent per menar a la masia de Puigdomènec en un quilòmetre de recorregut.